# Alexander Barth
Alexander Barth (* 1962) ist ein deutscher Jurist, Steuerberater und Professor an der Leuphana Universität Lüneburg.

## Leben
Nach dem Studium der Rechtswissenschaften an der Ruhr-Universität Bochum und der Promotion an der Humboldt-Universität zu Berlin war er Sachgebietsleiter im höheren Dienst der Finanzverwaltung (u. a.  Leiter von Betriebsprüfungsstellen für Klein- und Großunternehmen; Zentralzuständigkeit für die Besteuerung von Körperschaften), Rechtsanwalt in der Steuerabteilung einer international tätigen Wirtschaftsprüfungsgesellschaft, Finanzrichter, seit 2006 niedergelassener Steuerberater und Dozent in der Steuerberaterausbildung sowie in der beruflichen Fortbildung von Steuerberatern, Wirtschaftsprüfern und Rechtsanwälten. Er ist seit 1998 als Professor Inhaber des Lehrstuhls für Steuerrecht und betriebliche Steuerlehre an der Leuphana Universität Lüneburg.

## Schriften (Auswahl)
- Mitgeschriebene Kompetenzen der Kommission im Beihilfenrecht des EGV. Das Dilemma bei der Rückforderung gemeinschaftswidriger Subventionen. Frankfurt am Main 1996, ISBN 3-631-30392-0.
- Unternehmensteuerreform 2008. Baden-Baden 2008, ISBN 978-3-8329-2972-5.